# Fliegersprache

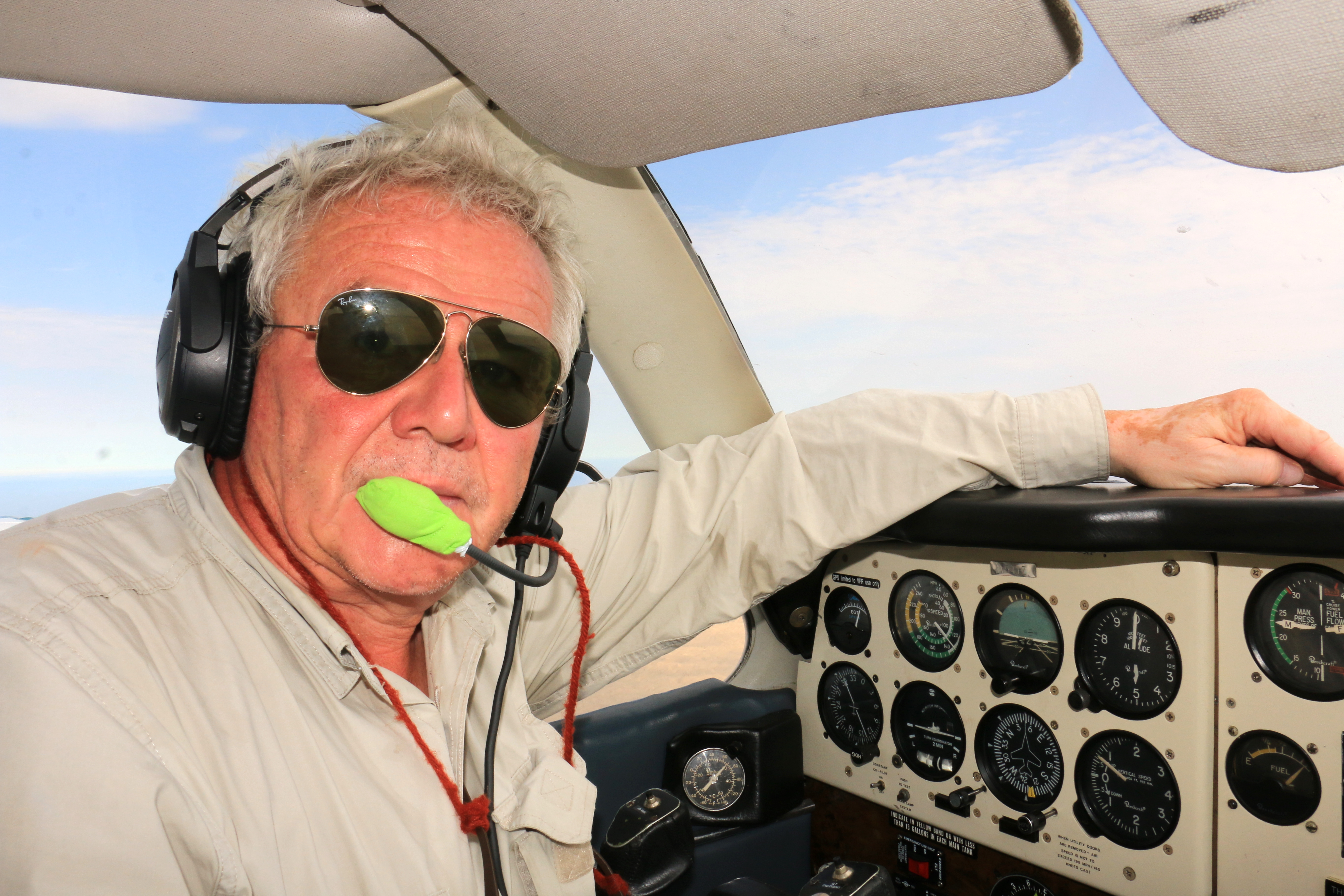
Pilot beim Flugfunk

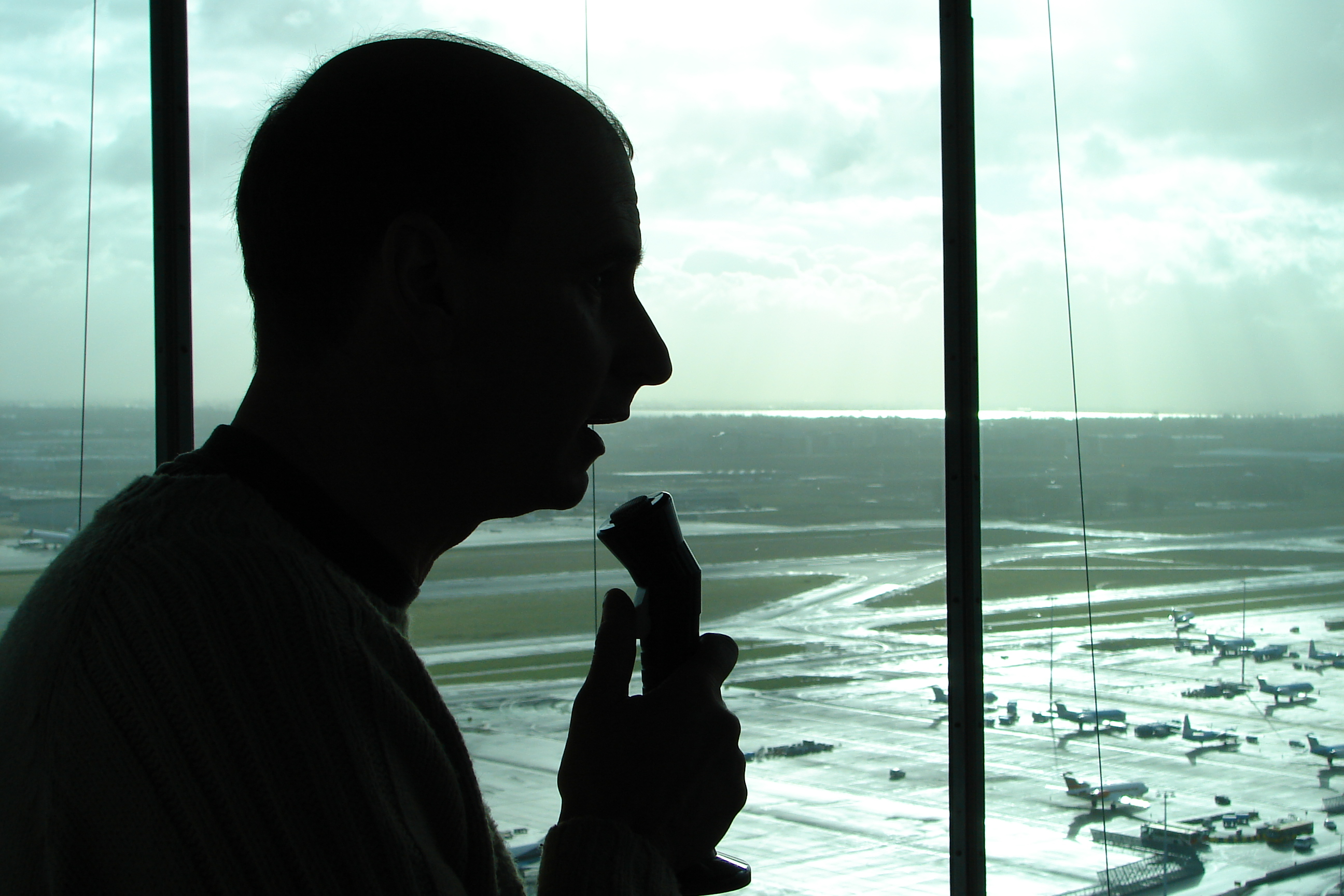
Sprechender Fluglotse im Kontrollturm

Die als Fliegersprache (auch Pilotensprache) bezeichnete Fachsprache umfasst Begriffe, Codes und Formulierungen, die von Piloten und dem weiteren Luftfahrtpersonal benutzt werden. Die Fliegersprache dient insbesondere der sicheren Kommunikation zwischen Piloten und dem Fluglotsen der Flugsicherung.

## Anwendungsbereich der Fliegersprache
Die Fliegersprache bezieht sich auf den gesamten Bereich der Luftfahrt, wobei es auch spezifische Begriffe gibt, die jeweils nur im Bereich der zivilen Luftfahrt oder der militärischen Luftfahrt (mit Überlappungen zur Soldatensprache) benutzt werden. Da diese Bereiche jeweils auch ein gesellschaftliches Milieu mit eigener Kultur darstellen, ist die Fliegersprache neben einer Fachsprache auch ein Soziolekt.

## Elemente der Fliegersprache
Aufgrund der weiten Verbreitung der englischen Sprache im internationalen Luftverkehr finden sich in der deutschen Fliegersprache zahlreiche Anglizismen. So werden beispielsweise die Einwinker auf dem Vorfeld als Marshaller, die Motorabdeckung als Cowling und der Seitengleitflug als Slip bezeichnet. Insbesondere im Segelflug haben sich aber auch rein deutsche Wortschöpfungen wie Zachern, Kuller oder Lepo als Fachbegriffe der deutschen Fliegersprache etabliert.
Zur Fliegersprache gehört auch das Fliegeralphabet, das auch als Internationale Buchstabiertafel und als ICAO-Alphabet bezeichnet wird, da es von der International Civil Aviation Organization (ICAO) bereits 1956 eingeführt wurde. Um bei dem oftmals gestörten Sprechfunk-Verkehr dennoch eine gute Verständlichkeit zu erreichen, benutzen Piloten im Funkverkehr diese Buchstabiertafeln und zusätzlich eine etwas veränderte Aussprache, siehe Abschnitt Sprache und Aussprache im Artikel Flugfunk. Damit lassen sich beispielsweise schwer verständliche Wörter oder Buchstaben eindeutig weitergeben.
Neben den luftfahrtspezifischen Fachausdrücken gehören zur Fliegersprache auch unter Piloten verwendete scherzhafte Bezeichnungen. Eine umfangreiche Liste dieser Ausdrücke ist im Wiktionary zu finden, siehe Abschnitt Weblinks.

## Abgrenzungen
In der Luftfahrt werden viele Fachbegriffe abgekürzt. Diese werden nur teilweise auch in der gesprochenen Fliegersprache verwendet und können in der Liste der Abkürzungen in der Luftfahrt nachgelesen werden. Nicht zu verwechseln ist die Fliegersprache mit dem Fliegerlatein.
Die Handzeichen des Marshallers als Unterstützung beim Landen oder Einparken eines Flugzeugs oder Helikopters werden Aircraft Marshalling bzw. Helicopter Marshalling genannt.
Die Übertragung von Standard-Nachrichten im Funkbetrieb allgemein aber auch speziell im Flugfunk kann mit dem Q-Schlüssel erfolgen.

## Trivia
Am 22. Oktober 1959 stürzte ein Jagdbomber Republic F-84F Thunderstreak der deutschen Luftwaffe über dem Gebiet der damaligen ČSSR (auf heutigem Staatsgebiet Tschechiens) ab. Nachdem die beiden Piloten im Dezember 1959 an der deutsch-tschechoslowakischen Grenze freigelassen worden waren, fand am nächsten Tag eine Pressekonferenz statt. Um in der Zeit des Kalten Krieges die Sache möglichst klein zu halten, wurden die Piloten von Oberstleutnant Gerd Schmückle, Leiter des Pressestabes des Verteidigungsministers Franz Josef Strauß, angewiesen, „möglichst die Fliegersprache oder den bayerischen Dialekt zu verwenden.“ Danach berichtete die Presse: „Zuerst verstanden die Journalisten keinen Satz. Die beiden Piloten berichteten im Nato-Kauderwelsch.“